# Dontae Richards-Kwok
Dontae Richards-Kwok (ur. 1 marca 1989) – kanadyjski lekkoatleta specjalizujący się w biegach sprinterskich.
Finalista biegu na 100 metrów podczas uniwersjady w Shenzhen (2011). W tym samym roku, bez większych osiągnięć w startach indywidualnych, reprezentował Kanadę na igrzyskach panamerykańskich. W 2013 wszedł w skład kanadyjskiej sztafety 4 × 100 metrów, która zdobyła brąz podczas mistrzostw świata w Moskwie. Podczas igrzysk frankofońskich w Nicei zdobył srebrny medal w sprincie na 100 metrów. 

## Osiągnięcia
| Rok  | Impreza                    | Miejsce     | Konkurencja             | Lokata     | Wynik   |
| ---- | -------------------------- | ----------- | ----------------------- | ---------- | ------- |
| 2011 | Uniwersjada                | Shenzhen    | bieg na 100 metrów      | 8. miejsce | 10,60   |
| 2011 | Igrzyska panamerykańskie   | Guadalajara | bieg na 100 metrów      | eliminacje | 10,61   |
| 2011 | Igrzyska panamerykańskie   | Guadalajara | bieg na 200 metrów      | półfinał   | 21,11   |
| 2011 | Igrzyska panamerykańskie   | Guadalajara | sztafeta 4 × 400 metrów | 5. miejsce | 3:07,12 |
| 2013 | Mistrzostwa świata         | Moskwa      | sztafeta 4 × 100 metrów | 3. miejsce | 37,92   |
| 2013 | Igrzyska frankofońskie     | Nicea       | bieg na 100 metrów      | 2. miejsce | 10,46   |
| 2014 | IAAF World Relays          | Nassau      | sztafeta 4 × 100 metrów | 6. miejsce | 38,55   |
| 2014 | Igrzyska Wspólnoty Narodów | Glasgow     | bieg na 100 metrów      | półfinał   | 10,42   |
| 2015 | Mistrzostwa NACAC          | San José    | bieg na 200 metrów      | półfinał   | 20,79   |
| 2015 | Mistrzostwa NACAC          | San José    | sztafeta 4 × 100 metrów | 7. miejsce | 39,30   |

## Rekordy życiowe
- Bieg na 50 metrów (hala) – 5,82 (2013)
- Bieg na 60 metrów (hala) – 6,61 (2014)
- Bieg na 100 metrów – 10,12 (2013)
- Bieg na 200 metrów – 20,67 (2015)